# Занони
«Занони» (англ. Zanoni) — мистический роман английского писателя Эдварда Бульвер-Литтона о розенкрейцерах. Впервые опубликован в 1842 году в Лондоне. Действие происходит в конце XVIII века на юге Италии и во Франции, в Париже.

## Главные действующие лица
- Занони — розенкрейцер, бессмертный халдейский маг.[K 2] Упоминания о неподверженности Занони процессу старения, необычные лингвистические способности, богатство и общительность позволяют предположить, что прототипом главного героя является граф Сен-Жермен.[K 3]
- Меджнур — розенкрейцер, старший адепт братства.
- Виола Пизани — оперная певица, дочь итальянского композитора Гаэтано Пизани.
- Кларенс Глиндон — начинающий английский художник.
- Страж Порога — призрак, охраняющий оккультную мудрость от посягательств непосвящённых.

## Сюжет

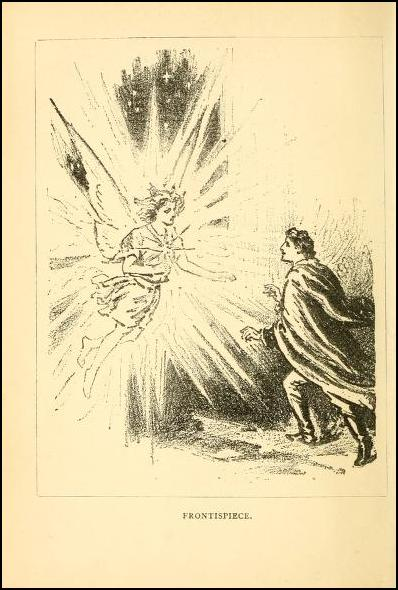
Фронтиспис изд. 1888 г. (Занони встречается с Адон-Аи.)

Таинственный иностранец Занони, красавец и богач, покоривший итальянцев своим обаянием и щедростью, в свою очередь, обратил внимание на Виолу, талантливую певицу. Его привлекла не столько физическая красота девушки, сколько ясность и чистота её души. Занони помогает всем: богатых спасает от позора проигрыша, бедных — от болезней. После смерти родителей Виолы он, искренне желая помочь, предлагает ей выйти замуж за молодого англичанина Глиндона, неравнодушного к ней. Однако, сама Виола влюблена в Занони, а Глиндону его английская гордость не позволяет снизойти до брака с итальянкой, к тому же его неудержимо влекут к себе оккультные тайны природы.
В итоге Глиндон был принят Меджнуром в качестве ученика, а Занони женился на Виоле, несмотря на предупреждения своего брата-розенкрейцера о том, что его магические способности после этого начнут постепенно снижаться, и что он снова станет обыкновенным смертным человеком. Как оказалось, английская гордость Глиндона прекрасно уживалась в нём с его артистической недисциплинированностью: забыв все предупреждения своего наставника, он преждевременно прикоснулся к запретному эликсиру, и был атакован Стражем Порога, призраком, доведшим его буквально до края безумия.
С позором изгнанный Меджнуром, но не освобождённый от ежедневных «визитов» призрака, Глиндон однажды (в отсутствие Занони) встречается с Виолой и рассказывает впечатлительной итальянке об ужасе своего положения, при этом во всём обвиняя Занони. Религиозные предрассудки и суеверие стали причиной того, что Виола поверила Глиндону, а желание матери спасти их (её и Занони) ребёнка от «колдовства» отца заставило её отказаться от мужа и уехать в Париж, где тогда, в 1794 году, царствовал террор. Занони, утративший свои прежние магические способности, с большим трудом узнаёт, что его жена и их ребёнок находятся в Париже, в тюрьме. Чтобы добиться отсрочки её казни на один день (а он знает, что режиму Робеспьера в тот день придёт конец), Занони добивается замены в списке имени Виолы на своё и снова, как много веков назад, встречает свою смерть.

## Основная идея романа
Истинное (духовное) бессмертие достигается не за счёт применения магии и эликсиров молодости, но путём самопожертвования с целью спасения других людей. В конце романа небесный хор встречает возносящуюся душу казнённого Занони: «Привет тому, кто очистился жертвой, тому, кто через смерть достиг бессмертия!».

## Мнение оккультистов
Роман неоднократно упоминается и цитируется Е. П. Блаватской в её книгах «Разоблачённая Изида» и «Тайная доктрина». А. П. Синнетт в своей книге «Оккультный мир» выразил некоторое недоумение в связи с тем, что Бульвер-Литтон сделал Меджнура последним уцелевшим представителем братства розенкрейцеров (хотя наверняка был знаком, как считает Синнетт, с основными идеями оккультизма и мог бы придерживаться «реальных фактов» с большей точностью).
Стейнтон Мозес, медиум, так описал свои «профессиональные» проблемы, которые у него начались в октябре 1876 года:

Я сражаюсь врукопашную с легионами бесов в течение трёх недель; мои ночи стали страшными муками, соблазнами и грязными намёками. Я вижу, как они свирепо вперяют в меня взоры, без умолку бормочут, завывают и скалятся. Все виды грязных предложений, смущающих сомнений и содрогающего страха обрушиваются на меня, и теперь я понимаю, кто такой Страж Порога из «Занони».

## Переиздания и переводы
С 1842 по 2016 год роман переиздавался более трёхсот раз на языке оригинала и на других, в основном, европейских языках (известно около 10-ти переводов).
В примечаниях к русскому изданию романа (1994 года) сказано, что его первый перевод под названием «Призрак» появился в Санкт-Петербурге в 1879 году и скорее напоминал несовершенный подстрочник. В этом переводе многие абзацы и целые страницы английского текста были опущены, в особенности это касается тех мест, где речь идёт об оккультной стороне розенкрейцеровского учения. Кроме того, в последней, 7-й книге романа — «Царство Террора» — неизвестным переводчиком были пропущены первые три главы английского оригинала, а в других главах исключены значительные по объёму фрагменты текста. В издании 1994 года этот перевод был скорректирован и обработан Г. Пархоменко. Перевод 7-й книги (главы I—III) был выполнен О. Чоракаевым.

## Издания
- Zanoni: A Rosicrucian Tale. — New release of the original 1922 edition. — Literary Licensing LLC, 2014. — 410 p. — ISBN 9781497877764.
- [www.lib.ru/PXESY/LITTON/bulver_zanony.txt Призрак] = Zanoni / под ред. Г. Пархоменко. — М.: Радуга, 1994. — 432 с.
- Занони = Zanoni. — Остеон-Пресс, 2014. — 534 с. — ISBN 9785000642696.

## Комментарии
1. ↑  «Занони» — роман о тайном оккультном обществе.[1]
2. ↑  Занони значит Солнечный, от халдейского слова Zan — Солнце.[3]
3. ↑  «There is little doubt that Lytton has based the characterization of our story's adept on the personage of the Count of St. Germain».[4]
См. также: Граф Сен-Жермен#Образ в культуре.
4. ↑  «Из сверкающей колонны вышло чудное видение. У него было лицо человека, очень молодое лицо с печатью вечности и мудрости; свет, похожий на сияние звезд, пульсировал в его прозрачных венах; всё его тело было свет, и свет рассыпался искрами между волнами его роскошных блестящих волос». Том 2, кн. 4, гл. IX.
5. ↑  «Адептство — это особое достояние безбрачных. Индийская пословица говорит: "Тот, кто желает потомства, желает смерти; бессмертный не должен быть в браке"».[5]
6. ↑  Термин «Страж Порога», придуманный Бульвер-Литтоном, прочно вошёл в лексикон оккультистов.[6]
7. ↑  «Only through love, selfless action, and faith can we hope to achieve something more divine».[7]
8. ↑  «Blavatsky drew on Bulwer-Lytton's novels — particularly The Last Days of Pompeii, Zanoni, and The Coming Race — for her own Isis Unveiled (1877)».[8]
9. ↑  «Aleister Crowley placed Bulwer-Lytton's Zanoni and A Strange Story at the head of his list of recommended literature in his Magick in Theory and Practice (1929)».[8]